# カルロ・ミラベッロ
カルロ・ミラベッロ（Carlo Mirabello, 1847年トルトーナ – 1910年ミラノ）はイタリアの提督。

## 軍での経歴
最初は地元で学び、14歳で海軍学校への入学を認められた。軍艦の少尉に任命され1866年の独立戦争に参加した。1884年に佐官に任命され、1898年には将官の座が約束されて翌年、参謀本部長を引き受けた。

## 無線電信への貢献
当時の技術革新に熱中し、グリエルモ・マルコーニの実験に興味を持ち、彼との交友は長く密接で、お互いかなりの貢献をしあった。
極東への遠征中、北京のイタリア公使館と海上間で最初の連絡を行った。
ヴェットール・ピサーニに乗り中国に戻り、1903年に完成した北京ラジオ局の建設を後押した。1902年にカルロ・アルベルトを指揮し、グリエルモ・マルコーニの同伴としてイギリス海峡、バルト海、地中海、大西洋への航海を行った。
この旅でグリエルモ・マルコーニは大陸と山間部の電信局間で通信の妨害もなく楽に実験が行えた。

## 議会での活動
1903年に海軍大臣となるとともにイタリアに呼び戻され、21隻からなる艦隊、偵察艦3隻、機雷敷設艦2隻、潜水艦12隻、駆逐艦28隻、水雷艇42隻、50隻ほどの魚雷艇の整備しつつ、イタリア海軍の技術の現代化を始める事に従事した。
彼の衝撃はクアルト・デイ・ミッレの岩礁とカプレーラ島での記念碑が証明している。
1909年、彼は大臣職を辞職した。
彼はトルトーナの墓地に葬られた。
1915年には彼の名を冠してジェノヴァのアンサルドにより建造された偵察艦カルロ・ミラベッロが進水した。